# Андронов, Анатолий Васильевич
Анатолий Васильевич Андронов (род. 13 марта 1951) — полковник ВС РФ, лётчик-испытатель, Герой Российской Федерации (1998).

## Биография
Анатолий Андронов родился 13 марта 1951 года в городе Щёлково Московской области. Окончил среднюю школу. В 1968 году Андронов был призван на службу в Советскую Армию. В 1972 году он окончил Балашовское военное авиационное училище, после чего служил в авиаполку обеспечения Центра подготовки лётчиков-испытателей в Ахтубинске. В 1980 году Андронов окончил этот центр, в 1981 году — заочно Московский авиационный институт.
С 1980 года был лётчиком-испытателем ГК НИИ ВВС, затем служил в лётно-испытательном управлении Военно-воздушных сил, дослужился до должности начальника этого управления. Испытывал большое количество тяжёлой авиатехники, в том числе военно-транспортных самолётов («Руслан», «Мрия», «Скальпель»). За время своей лётно-испытательской деятельности Андронов совершил 1478 полётов, освоил более чем 40 разновидностей вертолётов и самолётов. Установил 7 мировых и 10 всесоюзных авиационных рекордов на «Руслане». Испытывал авиатехнику во время боёв в Афганистане, участвовал в Антарктических экспедициях.
Указом Президента Российской Федерации от 16 января 1998 года за «мужество и героизм, проявленные при испытаниях новой авиационной техники» полковник Анатолий Андронов был удостоен высокого звания Героя Российской Федерации с вручением медали «Золотая Звезда» за номером 430.
К настоящему моменту полковник запаса Андронов проживает и работает в городском округе Щёлково.

## Награды
- Герой Российской Федерации (16 января 1998 года)
- Орден Красной Звезды
- Орден «За мужество» III степени (20 сентября 1997 года, Украина) — за личное мужество и высокий профессионализм, выявленные в испытании лётного образца военно-транспортного самолета Ан-70[2]
- Заслуженный военный лётчик Российской Федерации
- Лётчик-испытатель 1-го класса
- Награждён также рядом медалей[1]